# Hundleton
Hundleton è un centro abitato del Galles, situato nella contea del Pembrokeshire.